# Сармато-аланські царі
Сармато-аланські царі — реєстр сарматських та аланських династів та представників династій, що з часів античності та до часів раннього середньовіччя панували у різних об'єднаннях сарматських чи аланських племен, які існували на території сучасної України.

## ІІІ ст. до н.е
Сайтафарн — наразі перший відомий правитель сарматів (сайїв) на теренах сучасної України.

## ІІ ст. до н.е
Амага — дружина сарматського династа Медосакка, відома лише за новелою зі «Стратегем» Полієна. Діяльність Амаги датовано ІІ ст. до н. е.

Гатал (грец. Γάταλος) — династ сарматів (гіпотетично — царських сарматів/сайїв), що ввійшов до мирної угоди, укладеної у 179 р. до н. е. Фарнаком І Понтійським

Медосакк (лат. Medosaccus) — сарматський (гіпотетично сайїв) династ ІІ ст. до н. е., відомий лише з повідомлення Полієна (Стратегеми, VIII, 56).

Тасій (грец. Τάσιος) — династ (у Страбона грец. ἡγεμόν — правитель) роксоланів, відомий лише з повідомлення Страбона щодо подій скіфо-понтійської війни 113—111 р. до н. е.

## І ст. до н.е
Асандрох (грец. Άσανδρoς, * 84 до.н. е.— 17 до н. е.) — боспорський намісник понтійського царя Фарнака, сина Мітрідата VI Євпатора.

## І ст.н.е
Анбазук — брат царя алан Базука.

Аспург — представник династії Аспургіан, можливо син Динамії та Асандроха. Узурпував владу на Боспорі вбивши римського протеже Полемона І. Згодом отримав від Тіберія згоду (підтвердження) на Боспорське царство та римське громадянство. Започаткував боспорську династію Тиберіїв Юліїв Савроматів.

Базук — цар алан (в оригіналі — овсів, ймовірно, алан-танаїтів), який очолював навалу на Закавказзя у 72 р. Можливий батько Сатінік.

Баракад ( — поч. II ст.) — родич царя алан, супроводжував Сатінік до Вірменії, охрестився та прийняв зі своїми спільниками смерть на поч. II ст. Відомий як св. Сукіас.

Інісмей (грец. ΙΝΙϚΜΕΩϚ) (80-ті рр.) — династ аорсів, наступник та родич династа Фарзоя, відомий передусім за нетривалим карбуванням срібної монети у Ольвії.

Омпсалак (грец. Ομψαλακου > Ὀμψάλακος (Ουαμψαλαγος / Αμψαλακος)) — батько призначеного Аспургом на Тавроскіфське царство царя Ходарза, відомий з пошкодженного посвячення, текст якого відновлено як :«Цар Ходарз, син царя Омпсалака». Етимологія імені: грец. Ὀμψάλακος < сарм.*Vam-sal-ak/g < д.-іран. *Vahma-saryaka — укр. пов'язаний обітницею, додержуючий обітниці.

Сатінік — донька царя алан, дружина царя Вірменії.

Умабій (грец. Ουμαβιον > Ουμαβιος) — згаданий у Мангупському декреті іранський династ (укр. "…Він здійснив також й посольство до Умабія (… й до …) найвеличніших Аорсії царів…" — грец. "… ἐπρέσβευσεν δὲ καὶ πρὸς Ουμαβιον […] τοὺς μεγίστους τῆς Ἀορσίας βασιλέ̣[ας …]"), етнічну приналежність якого не визначено. Можливо «цар царів» аорсів чи династ іншого іранського об'єднання (певної групи алан, роксолан тощо).

Фарзой (грец. ΦΑΡΖΟΙΟΥ) (після 49р. — до 82р.) — династ аорсів, відомий виключно з нумізматичних джерел, а саме ольвійських монет декількох емісій, які датовано 60-70 рр.

Ходарз (грец. Χωδαρζος) — син Омпсалака, цар Тавроскіфії, призначений Аспургом після вдалої війни та підкорення скіфських об'єднань близько/до 23 р., відомий з пошкодженного посвячення, текст якого відновлено як :«Цар Ходарз, син царя Омпсалака».

## ІІ ст.н.е
Датіанос (ІІ ст.) — наступник царя алан, батька Сатінік.

Распараган (лат. Publius Aelius Rasparaganus)(перша пол. II ст.) — династ роксолан, відомий лише з тексту епітафії, знайденої біля міста Пула (півострів Істрія).

Сусаг — військовий ватажок, можливо династ, відомий лише з листування Плінія Молодшого, за деякими припущеннями цар алан-танаїтів. Але формулювання «захоплено було у Мезії Сусагом у полон та відправлено Децебалом в подарунок парфянському царю Пакору» дає підстави для припущення, що Сусаг — ватажок чи, можливо династ певної сарматської групи, яка була залежна чи підпорядкована Децебалу.